# ميدالية نورسية أمريكية
1. ↑  Swiatek، صفحات 168–169.

سكت الميدالية النورسية الأمريكية في دار سك النقود في فيلادلفيا عام 1925 بموجب قانون صادر عن الكونجرس الأمريكي. وقد أُصدرت بمناسبة الذكرى المئوية لرحلة السفينة ريستوريشن التي أحضرت أوائل المهاجرين النرويجيين إلى الولايات المتحدة.
أراد النائب الأمريكي من ولاية مينيسوتا أولي جولسون كفال -وهو أمريكي من أصل نرويجيـ إنشاء احتفالات تذكارية بمناسبة الذكرى المئوية لرحلة الاستعادة. ولكن حين سعى إلى إصدار عملة خاصة رفضت وزارة الخزانة ذلك، فاكتفى بدلاً من ذلك بالحصول على ميدالية. نُحتت هذه الميداليات بواسطة مصمم النيكل بوفالو جيمس إيرل فريزر . وهو نحت يحتفي بتراث الفايكنج لهؤلاء المهاجرين، حيث يصور النحت محاربًا من تلك الثقافة على وجه وسفينته على وجه آخر. وتبين الميداليات أيضًا استكشافات الفايكنج المبكرة لأمريكا الشمالية .
وبمجرد الحصول على موافقة الكونجرس بدأ إنتاجه الميداليات بمعادن وأحجام مختلفة. وحصل ذلك في الغالب قبل الاحتفالات التي أقيمت بالقرب من مينيابوليس في يونيو/حزيران 1925. أُصدر 53 قطعة فقط من العملات الذهبية لذلك فهي نادرة وقيمة اليوم. أما العملات الفضية أو البرونزية فقد ارتفعت قيمتها بشكل أقل بكثير. تُجمع هذه المثداليات أحيانًا كجزء من سلسلة العملات التذكارية الأمريكية .

## الخلفية والبداية
في الرابع أو الخامس من يوليو عام 1825، أبحرت السفينة ريستوريشن من ستافنجر بالنرويج إلى الولايات المتحدة، حاملة على متنها 45 مهاجرًا. ووفقًا لما اعتبرته صحيفة نيويورك تايمز أساطير " باخوسية " حول تلك الرحلة، رست البعثة قييل قرية ساحلية إنجليزية وتاجرت ببعض مشروب الرم على الشاطئ، ولكنها غادرت على عجل عندما اهتم المسؤولون المحليون بالأمر. ويقال أن قائد البعثة لارس لارسن اصطاد برميلًا من البحر قبالة ماديرا، وقد تبين أنه كان مليئًا بنبيذ نادر استمتع به من كان على متن السفينة. وبعد وصولهم إلى نيويورك في التاسع من تشرين الأول، حُجزت السفينة بموجب أمر قضائي لأن عدد الركاب تجاوز العدد المسموح به لسفينة بهذا الحجم بـ21 راكباً، بما في ذلك طفلة رضيعة ولدت للزوجين لارسن في الطريق. كما كان من المقرر فرض غرامة، ولكن لأن المهاجرين لم يتحدثوا الإنجليزية ولم يكن لديهم أي معرفة بالقوانين الأمريكية لذا أصدر الرئيس جون كوينسي آدامز عفواً وأطلق سراح السفينة وأسقط الغرامة. استقر الركاب في البداية على أرض اشتروها بالقرب من شاطئ بحيرة أونتاريو على بعد حوالي 35 ميل (56 كـم) من روتشستر بنيويورك. وكان الركاب أول العديد من المجموعات المنظمة من الأميركيين النرويجيين الذين عبروا المحيط الأطلسي وخاصة إلى شمال وغرب الولايات المتحدة.
كان أولي جولسون كفال عضوًا في الكونجرس ممثلًا لولاية مينيسوتا في حزب العمال المزارعين وأميركي اسكندنافيًا فخورًا. كان كفال عضوًا في لجنة المئوية النورسية الأمريكية، التي كانت مسؤولة عن تنظيم احتفالات الذكرى المئوية لسفينة ريستوريشن. كان هذا الاحتفال مهمًا للمجتمع النورسي الأمريكي وكان يُنظر إليه على أنه مناهضة للحرب أثناء الحرب العالمية الأولى وكان يظهر الفخر العرقي والوعي. كان كفال أيضًا، وهو قس لوثري، عضوًا في لجنة مجلس النواب المعنية بالعملات المعدنية والأوزان والمقاييس. وفي يناير 1925 توجه إلى وزارة الخزانة طالبًا دعمها لعملة تذكارية تكريمًا للذكرى السنوية، فقيل له أن وزارة الخزانة ستعارض ذلك. كان من الصعب انتاج العملات التذكارية للمجموعات ذات التراث العرقي في الكونجرس في ذلك الوقت بسبب الجدل الذي أثاره نصف الدولار التذكاري للهوجينوت والون لعام 1924، والذي اعتبره البعض دعاية بروتستانتية.
حضر كفال اجتماعًا للجنة العملات في 30 يناير عام 1925، حيث نوقش الاقتراح الذي سيصبح نصف دولار فيرمونت بمناسبة الذكرى المئة والخمسين. وكان مسؤولو الخزانة حاضرين في المعارضة واقترحوا إصدار ميدالية بدلاً من ذلك، وطرح كفال عدة أسئلة حول إصدار دار سك العملة للميداليات. وفي الثالث من فبراير التقى كفال وابنه بول مع مسؤولي وزارة الخزانة، حيث قدما مشروع قانون يسمح لمكتب دار سك العملة بإصدار ميداليات تذكارية بمناسبة ذكرى الاستعادة . كانت ماري إم. أوريلي القائمة بأعمال مدير دار سك العملة وجارارد ونستون وكيل وزارة الخزانة يشككان في فكرة سك ميداليات فضية يتراوح حجمها بين عملة ربع الحرية الواقفة نصف دولار الحرية المتحركة. وللتغلب على هذا القلق، اقترح بول كفال جعل الميدالية مثمنة أو سداسية الشكل. أيد أوريلي وونستون الفكرة، وبعد أن التقى النائب كفال بالمستشار القانوني لوزارة الخزانة ومسؤولين آخرين، تأكيد له الدعم الكامل من الوزارة. نجح كفال أيضًا في الضغط على إدارة البريد لإصدار طوابع تذكارية. حيث أخبر كفال وارن الأول جلوفر مساعد المدير العام الثالث للبريد أن الميدالية كانت بمثابة اعتراف باستكشافات الفايكنج لأمريكا الشمالية حوالي عام 1000. صرح كفال أنه من خلال سعيه للحصول على الميدالية التذكارية والطوابع، كان يساهم في "نمو التراث النرويجي من خلال "حفظه في المعدن" بالإضافة إلى " كبسولات زمنية ورقية".

## التشريع
قدم كفال مشروع قانون للميدالية النورسية الأمريكية إلى مجلس النواب في 4 فبراير 1925. وقد أُحيل بعدها إلى لجنة العملات والأوزان والمقاييس. قدم كفال تقريرا إيجابيا إلى مجلس النواب بكامل هيئته وبالنيابة عن تلك اللجنة في 10 فبراير. ذكر كفال وفي التقرير أن الأربعين ألف ميدالية سيتم سكها دون أن تتحمل الحكومة أي تكاليف، وأن مسؤولي وزارة الخزانة أيدوا مشروع القانون. "نظرًا لأهمية هذا الاحتفال للعديد من أحفاد المهاجرين الإسكندنافيين إلى هذا البلد ومن خلالهم فهو مهم بالنسبة لولاية مينيسوتا التي ترعى الحدث رسميًا وبالنسبة للشمال الغربي العظيم الذي لعبوا دورًا كبيرًا في تطويره. تعتقد اللجنة أن مثل هذه الميدالية مناسبة وسليمة وأن مشروع القانون هذا يجب أن يُقر كقانون."
كما قدم السيناتور بيتر نوربيك من ولاية داكوتا الجنوبية مشروع قانون لإصدار ميدالية نورسية أمريكية في 5 فبراير 1925. وأحيل إلى لجنة المكتبة. وفي السادس من فبراير أعفيت تلك اللجنة من مسؤولية مشروع القانون، وأحيل بدلاً من ذلك إلى لجنة المصارف والعملة. وفي 13 من فبراير قدم نوربيك نيابة عن لجنة المصارف مشروع القانون إلى مجلس الشيوخ بشكل إيجابي ودون تعديل. وقد أقره مجلس الشيوخ دون اعتراض أو تعديل في الثامن عشر من ذاك الشهر.
أُحيل بعد ذلك مشروع القانون الذي أقره مجلس الشيوخ إلى مجلس النواب ثم أُحيل إلى لجنة العملات في 20 فبراير وقُدِّم في 27 فبراير عام 1925. عندما سأل الرئيس فريدريك جيليت ما إذا كان هناك اعتراض على النظر في مشروع القانون، أراد جيمس تي بيج من أوهايو أن يعرف ما إذا كان هناك أي شخص حاضر يمكنه أن يقدم له معلومات عنه وإذا لم يكن هناك فإنه سوف يعترض. فصرح كفال أنه قادر على ذلك. وعندما سأل بيج عما إذا كان وزير الخزانة أندرو دبليو ميلون يؤيد مشروع القانون أكد كفال أن الأمر كذلك للصحيفة في أوهايو. قام كفال باستبدال مشروع القانون الذي أقره مجلس الشيوخ بمشروع القانون الذي قدمه وحصل على موافقة مجلس النواب دون اعتراض أو تعديل. وقد أُقرَّ كقانون بتوقيع الرئيس كالفين كوليدج في 2 مارس عام 1925.
وقد نص القانون على سك ما يصل إلى 40 ألف ميدالية كحد أقصى في دار سك النقود في فيلادلفيا. وذلك بإستخدام نماذج التصميم التي أعدتها لجنة المئوية النورسية الأمريكية. ثم تُسلم الميداليات إلى وكيل معين من قبل اللجنة مقابل سداد تكلفة إنتاجها. كان من المقرر أن تخضع هذه العملات لأحكام المادة 52 من قانون العملات لعام 1873. وقد سمحت هذه المادة بضرب الميداليات ذات الطابع الوطني في دار سك النقود في فيلادلفيا لكنه منع موظفي الدار من صنع قوالب للميداليات الخاصة وسُنِّ بعد أن أدار كبير صُنّاع العملات في دار سك النقود في فيلادلفيا فرانكلين بيل شركة ميداليات خاصة لعدة سنوات في مقر الدار، أي قبل طرده في عام 1854.

## التحضير
كان كفال يأمل أن يتمكن صديقه وزميله من مينيسوتا السيناتور هنريك شيبستيد من إقناع النحات جوتزون بورجلوم بتصميم الميدالية مجانًا أو مقابل رسوم رمزية. كان بورجلوم قد صمم نصف النصب التذكاري في ستون ماونتن،لكنه كان مشغولاً بالبناء في ستون ماونتن في جورجيا (الذي نحت لاحقاً جبل راشمور). ولم يكن لديه وقت لقبول العمل. لذا قاموا بالتعاقد مع مصمم عملة النيكل الجاموسية جيمس إيرل فريزر وهو عضو في لجنة الفنون الجميلة. وذلك مقابل رسوم قدرها 1500 دولار وهو المبلغ المعتاد تقريبًا لعملة تذكارية.
قام فريزر بإعداد التصاميم وتقديمها إلى دار سك العملة. ثم أرسلها أوريلي إلى لجنة الفنون الجميلة في 14 أبريل عام 1925. وافقت اللجنة عليها وكان اقتراحها الوحيد هو إزالة ال التعريف "ذا" الأولى من النقش الموجود على الوجه الخلفي، " مصرح به من قبل كونغرس الولايات المتحدة الأمريكية "، وقد حصل ذلك بالفعل. وقد نُشرت الرسومات في صحيفة مينيابوليس جورنال في 29 مارس، مما أثار بعض ردود الفعل من جانب البعض الذين شعروا أن التصميم يوحي بأن النرويجيين ما زالوا يرتدون ملابس الفايكنج حتى في عام 1825، وأن التاريخ المكتوب " 1000" يجب نقله من الخلف إلى الوجه لإزالة الارتباك. ولكن لم يكن للاعتراضات العامة أي تأثير على الأحداث.

## التصميم
يظهر الوجه الأمامي للميدالية زعيمًا من الفايكنج النرويجيين وصل للتو إلى الشاطئ من سفينته (تظهر خلفه) وهو مسلح للحرب ويرتدي خوذة ذات قرون ودرعًا وسيفًا وخنجرًا. وهو ينوي أن يهبط في فينلاند وهي الأراضي في الأمريكتين التي استكشفها الفايكنج واستوطنوها إلى حد ما حوالي عام 1000. من المرجح أن الخوذة لم تكن مناسبة لرمز من تلك الحقبة إذ عفا عليها الزمن، حيث لا يُعتقد أنها كانت تُستخدم لمدة ألفي عام قبل إنزال فينلاند. وربما كانت احتفالية وليس مخصصة للمعركة. تظهر الذكرى المئوية والسنوات على الوجه الأمامي. ويُظهر الوجه الخلفي سفينة فايكنج بالإضافة إلى تفويض من الكونجرس والسنة التقريبية التي استوطنت فيها فينلاند. "اوبوس فرازر" (عمل فريزر) وهو توقيع الفنان موجود على يسار السفينة.
وتساءل عالم العملات أنتوني سواتيك في مجلده عن القطع التذكارية عما إذا كان ليف إريكسون المستكشف الشهير في تلك الفترة خيارًا أفضل لرسمة التصميم. وخلص إلى أن كفال لم يكن ليؤيد مثل هذا التصوير لأنه "كان مهتمًا بالرومانسية البحتة. فقد رأى سفينة فايكنج وزعيمه مرتديًا ملابسه الرسمية بالكامل".
ووجدت جولي شولتز في مقالها الصحفي حول احتفالات عام 1925، أنه من المهم أن الميدالية لا علاقة لها بوصول سفينة الريستوريسن إلى الولايات المتحدة بعدما تشكلت الولايات بالفعل، ولكنها ترمز إلى الفخر العرقي لدى المستكشفين الأوائل. وتشير إلى أن أحد الطوابع يصور سفينة فايكنج والآخر يصور سفينة الريستوريشن، وتستنتج من هذه الإصدارات الحكومية الثلاثة للاحتفال: "مع من أن هذه الهدايا التذكارية كانت ترمز ظاهريًا إلى تراث المهاجرين النرويجيين الذي بدأ في عام 1825، إلا أنها في الواقع تقلب الرواية السائدة باستخدام شكل أمريكي لإعلان أن النرويجيين كانوا أول الأوروبيين الذين نزلوا على الأراضي الأمريكية".

## الإنتاج والتوزيع والتجميع
ستة آلاف ميدالية فضية على قرص سك رفيع (1.6 مم) سكت العملات المعدنية الصغيرة في الفترة ما بين 21 و23 مايو عام 1925 في دار سك النقود في فيلادلفيا. وقاموا بالتعامل معها مثل العملات المعدنية العادية: عُدت وعُبئت ونقلت إلى بنك فورث ستريت الوطني في فيلادلفيا لاستخدامها من قبل لجنة المئوية. في الفترة ما بين 29 مايو و13 يونيو، ضرب ما بقارب 33750 قطعة على سمك (2 مم) قرص سك فضي. السبب وراء وجود النوعين غير مؤكد. يفترض سوياتيك أن لجنة المئوية النورسية الأمريكية ربما لم يعجبها المظهر الرقيق للميداليات أو ربما أرادت من هواة الجمع شراء ميداليتين. سكت مائة قطعة ذهبية في يومي 3 و4 يونيو وحصل كفال على القطعة الثانية التي سكت. وتكلف الميداليات اللجنة 30 سنتا لكل ميدالية رقيقة و45 سنتا للميدالية السميكة و10.14 دولارا للميدالية الذهبية. إن سعر التجزئة للقطع الرقيقة غير مؤكد (يقدر سويانتيك سعرها بـ 1.75 دولار) ومن المعروف أن القطع السميكة تكلف 1.25 دولار والقطع الذهبية حوالي 20 دولار. لقد بيعت عن طريق البريد ولم تُبع أي منها في الاحتفالات أو شخصيًا. كان هناك حد مبيعات واحد لكل شخص ولكن المشترين كانوا قادرين على الشراء نيابة عن أي فرد من أفراد الأسرة. لم تُعرض القطع الرقيقة للبيع حتى نوفمبر أو ديسمبر 1925، وبيعت في الغالب لخبراء العملات. كان سكرتير اللجنة جيه إيه هورفيك محبطًا لأن الكثير من "النورسيين" لم يشتروا الميدالية. وبعد الاحتفالات أخذ كفال 5000 ميدالية إلى نيويورك على أمل بيعها لكنه لم ينجح. من بين القطع الذهبية المائة التي ضربت، أُرجع 47 قطعة منها في النهاية إلى الخزانة عندما لم يعد من الممكن بيعها كما تم أرجعت بعض القطع الفضية (على الأرجح القطع السميكة).
أقيم احتفال الذكرى المئوية للهجرة النورسية الأمريكية في أرض المعارض بولاية مينيسوتا بالقرب من مينيابوليس من 6 إلى 9 يونيو 1925. ونُظمت قوافل من السيارات لجلب الحاضرين من وادي النهر الأحمر والتي تحمل شعار "النورسيون قادمون!" وكان الرئيس كوليدج حاضرًا. حيث أطلق على المستكشفين الفايكنج " أبناء ثور وأودين" وأخبر الحاضرين، "إن تعهد الشعب النرويجي لم يذهب أبدًا دون الوفاء به. لدي كل الإيمان بأنه من خلال الأداء القوي لواجباتك ستضيف بريقًا جديدًا إلى أمجادك في الأيام القادمة." وأشارت صحيفة نيويورك تايمز إلى أن طوابع تذكارية وميدالية معتمدة أُصدرت من الكونجرس للاحتفال. "لم يسبق من قبل أن احتفال بحدث مماثل من قبل الحكومة حصل على هذا الكم من التقدير كما حدث في هذه الذكرى المئوية."
وصفت صحيفة التايمز الميدالية بشكل غير دقيق بأنها "أول ميدالية تذكارية أُصدرت في تاريخ دار سك العملة". كان القائمون على الدعاية للاحتفال قد أعلنوا عن هذه الميدالية باعتبارها أول ميدالية أُصدرت بموجب قانون صادر عن الكونجرس. ولكن في أكتوبر 1925 علم مدير دار سك العملة روبرت جيه جرانت أن الكونجرس قد وافق على إصدار ميدالية بمناسبة الذكرى المئوية للاستقلال الأمريكي في عام 1876 وقد أُصدرت بأحجام مختلفة. وأبلغ كفال الذي كان مفتونًا بحقيقة أن ميدالية الاستقلال صدرت بمقاس 3 بوصات (76 ملم). ورأى عضو الكونغرس أن الحجم الأكبر من شأنه أن يسمح بإظهار تفاصيل ميداليته بشكل أفضل، والذي من شأنه أن يساعد عند عرضها في صندوق عرض بالمتحف. لم يكن جميع أعضاء مجلس إدارته متحمسين للفكرة، ولكن سكت ما بين 60 و75 من هذه الميداليات الكبيرة، على الأرجح في ديسمبر في دار سك النقود في فيلادلفيا مع تعهد كفال بشراء أي ميدالية لم تُباع. وقد طٌليت بالفضة بواسطة شركة خاصة في واشنطن العاصمة وقُدم حوالي 30 منها أو ارسلت بالبريد إلى كبار الشخصيات، بما في ذلك واحدة للرئيس كوليدج.

الميدالية النورسية الأمريكية ليست عملة معدنية وليست عطاءً قانونيًا. ولكن بسبب تشابهها مع العملة المعدنية وحقيقة أن الكونجرس قام بالموافقة عليها، يقوم البعض بجمعها أحيانًا كجزء من سلسلة العملات التذكارية الأمريكية. ومع أن القطع الفضية يمكن شراؤها بما يقل عن 100 دولار وحتى 500 دولار والقطع المطلية بالفضة بما يتراوح بين 500 دولار و3500 دولار، فقد بيعت القطعة الذهبية بما يصل إلى 40 ألف دولار. تستخدم بعض الميداليات كقطع جيب أو تُلبس في الحوامل الخاصة بالمعرض وتظهر عليها علامات التلف أو التآكل.